# Duché de Juliers
Pour les articles homonymes, voir Juliers (homonymie).
IXe siècle – 1797
Entités précédentes :
- Basse-Lotharingie ( Saint-Empire romain germanique)

Entités suivantes :
- République cisrhénane ( République française)

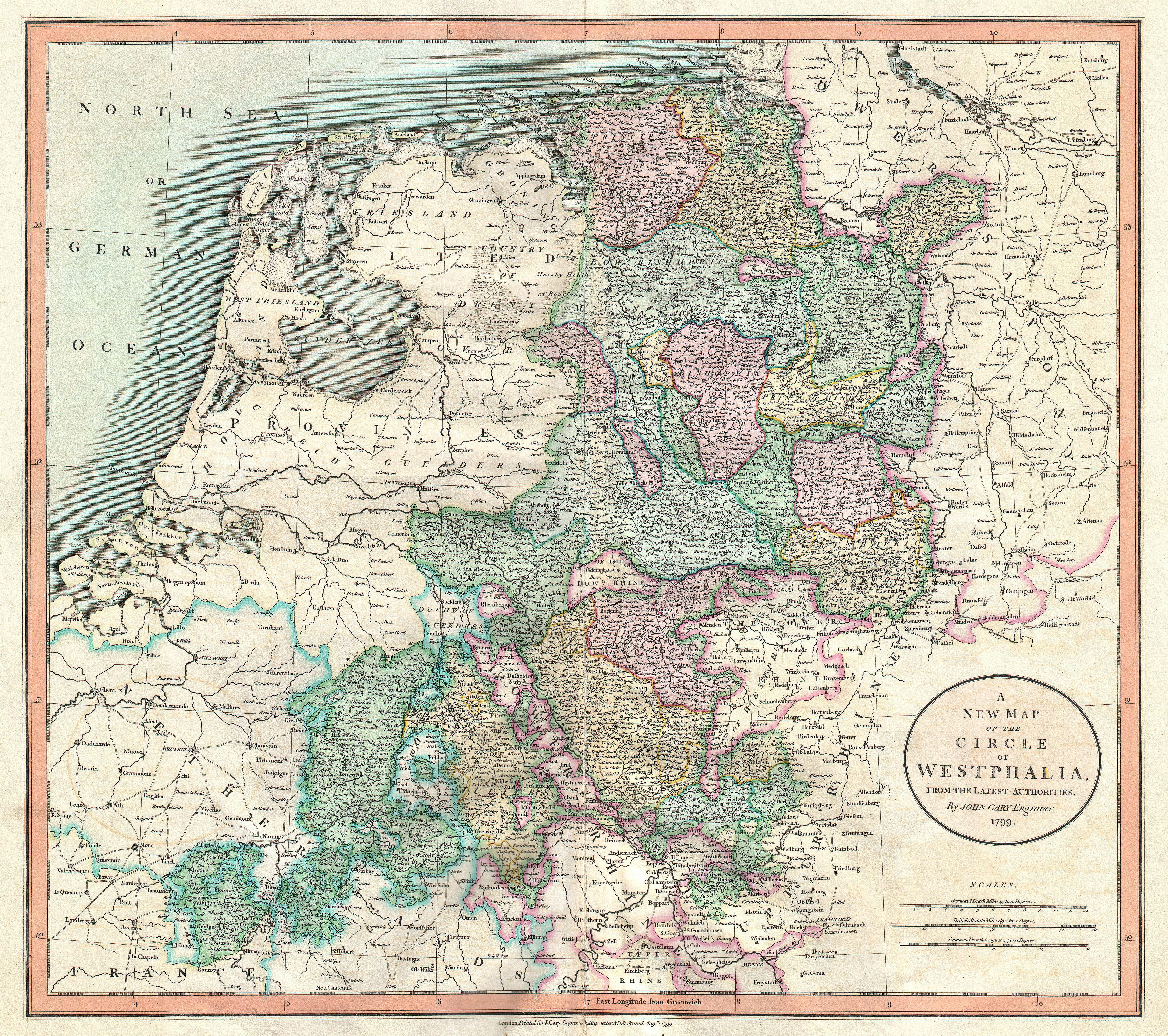
Le duché de Juliers (en jaune) dans le cercle du Bas-Rhin-Westphalie.

Le comté de Juliers (en allemand Grafschaft Jülich), devenu au XIVe siècle duché de Juliers (Herzogtum Jülich), est un ancien duché du Saint-Empire romain germanique. Au début du XVe siècle, il fut incorporé dans le cercle du Bas-Rhin-Westphalie.

## Situation géographique
Il était bordé au nord par la Gueldre, au nord-est par le duché de Clèves, au sud-ouest par le duché de Limbourg et à l'est par l'électorat de Cologne.
Les villes principales étaient Juliers, Düren, Eschweiler, Münstereifel, Euskirchen, Nideggen, Bergheim, Kaster, Grevenbroich, Gladbach, Dahlen, Dülken, Linnich, Randerath, Brüggen, Süchteln, Aldenhoven, Heimbach, Montjoie, Wassenberg, Heinsberg, Gangelt, Geilenkirchen, Waldfeucht, Sittard, Süsteren, Sinzig et Remagen.
La ville impériale d'Aix-la-Chapelle jouxtait le duché.

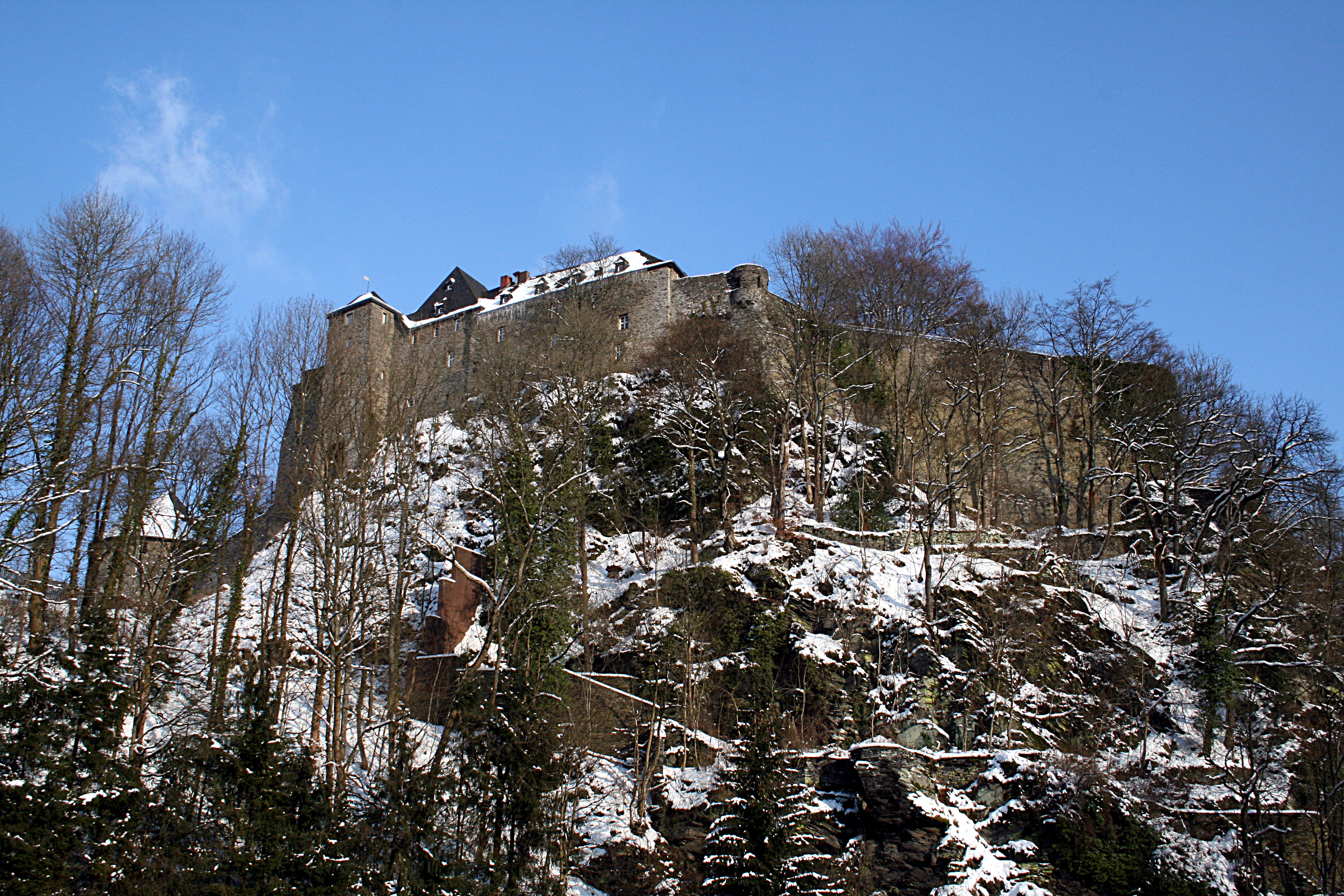
Château des ducs de Juliers à Montjoie.

## Histoire
Vers la fin de l'époque carolingienne, le comté de Juliers était administré par des comtes impériaux qui le possédèrent en fief héréditaire à partir du XIIe siècle. Le comté de Juliers fut une dépendance du duché de Basse-Lotharingie jusqu'au milieu du XIIIe siècle, où le comte Gérard V fut créé prince immédiat de l'Empire. Le comte Guillaume V fut créé margrave en 1336 par l'empereur Louis IV, puis duc en 1356 par l'empereur Charles IV. Son fils Guillaume VI acquit par mariage le duché de Gueldre et son autre fils Gérard VI le duché de Berg. Adolphe hérita en 1423 de toutes ces possessions. Guillaume VIII, dernier descendant de la dynastie, laissa le duché à sa fille Marie, femme de Jean III le pacifique, duc de Clèves. Ce dernier réunit en 1521 les duchés de Clèves, Berg et Juliers.
La maison de Clèves s'étant éteinte en 1609 avec le duc Jean-Guillaume, une guerre, dite guerre de Succession de Juliers opposa les cinq sœurs de ce prince, et les maisons de Saxe, de Palatinat-Neubourg et de Brandebourg. La maison de Saxe fondait ses prétentions sur une expectative de succession accordée en 1483 par l'empereur Frédéric III du Saint-Empire au duc Albert. L'électeur de Brandebourg, gendre de Marie-Eléonore, sœur aînée de Jean-Guillaume, et le comte de Neubourg, mari d'Anne, seconde sœur du même prince, occupèrent le pays et conclurent à Dortmund un traité par lequel ils convinrent d'administrer le duché en commun. L'empereur Rodolphe II voulut annuler ce traité et ordonna la séquestration du duché. Pour maintenir leurs droits, les deux princes implorèrent le secours de l'Union protestante, et s'allièrent à Henri IV, roi de France. L'intervention de la France fut retardée à la suite de l'assassinat de ce monarque par Ravaillac. En 1612, des contestations s'élevèrent entre l'électeur et le comte de Neubourg. Enfin, en 1614, un traité fut conclu à Xanten, sous la médiation de l'Angleterre et de la France ; la succession fut partagée en deux lots, qu'on tira au sort. L'électeur de Brandebourg reçut le duché de Clèves, les comtés de la Marck et de Ravensberg ; le comte de Neubourg les duchés de Juliers et de Berg. Après de nouvelles luttes, ce traité fut confirmé en 1666. 
À l'extinction de la maison de Neubourg (1742), le duché de Juliers échut à la lignée de Soulzbach, plus tard héritière de la Bavière. Il appartint à cette dernière jusqu'en 1801, date où il fut incorporé à la France (département de la Roer). Par le traité de Vienne (1815), il tomba en partage à la Prusse, sauf quelques parties incorporées dans la province de Limbourg du royaume des Pays-Bas.
Voir aussi : Liste des comtes et ducs de Juliers

## Armoiries

Armoiries des ducs de Juliers

Le comté de Juliers portait : d'or au lion de sable armé et lampassé de gueules. Le fait que ces armes soient les mêmes que celles des comtes de Flandre est une simple coïncidence.

## Sources
- Louis Charles Dezobry et Théodore Bachelet, Dictionnaire de Biographie et d’Histoire, Paris, 1863 [détail de l’édition], T. 1, p. 1457